# Епархия Кибунго
Епархия Кибунго (лат. Dioecesis Kibungensis) — епархия Римско-Католической церкви с центром в городе Кибунго, Руанда. Епархия Кибунго входит в митрополию Кигали.

## История
5 сентября 1968 года Римский папа Павел VI издал буллу «Ecclesiam sanctam», которой учредил епархию Кибунго, выделив её из архиепархии Кабгайи (сегодня — Епархия Кабгайи).
5 ноября 1981 года епархия Кибунго передала часть своей территории для возведения новой епархии Бьюмбы.

## Ординарии епархии
- епископ Joseph Sibomana (5.09.1968 — 30.03.1992);
- епископ Frédéric Rubwejanga (30.03.1992 — 28.08.2007);
- епископ Кизито Бахужимихиго (28.08.2007 — 29.01.2010);
  - вакансия (2010—2013);
- епископ Антуан Камбанда (7.05.2013 — 19.11.2018).

## Источник
- Annuario Pontificio, Libreria Editrice Vaticana, Città del Vaticano, 2003, ISBN 88-209-7422-3
- Булла Ecclesiam sanctam  (лат.)